# Cezary Makiewicz
Cezary Makiewicz (ur. 28 kwietnia 1963 w Węgorzewie) – jeden z twórców i wykonawców muzyki americana w Polsce. Znany jako autor tekstu i muzyki utworu pt. Wszystkie drogi prowadzą do Mrągowa, która jest nieoficjalnym hymnem Pikniku Country. Mieszka w Olsztynie. Honorowy obywatel miasta Mrągowo.

## Życiorys
Od 1988 do 1995 roku członek zespołu Little Maggie, jedynego z niewielu w przedstawicieli muzyki bluegrass w Polsce. W 1992 roku Little Maggie nagrał kasetę Big Black Train wydaną przez wydawnictwo Folk Time.
Członkami zespołu byli:
- Piotr Bułas – banjo
- Irek Rudnicki – mandolina, śpiew
- Janusz Tytman – mandolina, śpiew
- Edek Górecki – kontrabas, śpiew
- Cezary Makiewicz – gitara akustyczna, śpiew
- Jacek Wąsowski – gitara Dobro
- Marek Wierzchucki – skrzypce
- Wojciech Mularczyk – skrzypce

W 1997 roku otrzymał I nagrodę w ogólnopolskim konkursie na piosenkę inspirowaną muzyką country za utwór „Wszystkie drogi prowadzą do Mrągowa”. Jesienią 1997 roku założył własny zespół Cezary Makiewicz i KOLTERSI.
Rok później wydana została przez Pro Dance ich pierwsza płyta To nie wszystko. W 1998 roku zespół przygotował dla TVP2 muzycznie widowisko pt. Wiejskie drogi prowadźcie mnie do nieba na potrzeby Pikniku Country w Mrągowie.
Muzycy wywodzą się z olsztyńskiego środowiska muzycznego. Do roku 2004 gitarzystą Koltersów był Marek Kisieliński (Czerwone Gitary), którego zastąpił Piotr Szymański (Big Day), a rok wcześniej do zespołu Maanam przeszedł Cezary Kaźmierczak – instrumenty klawiszowe.
Skład zespołu:
- Cezary Makiewicz – gitara akustyczna, śpiew
- Piotr Szymański – gitara elektryczna
- Paweł Szustkiewicz – gitara basowa
- Zbigniew Chrzanowski – perkusja

Od 2006 roku współpracuje z grupą Babsztyl. Jest producentem płyty Stoji łoset kele drogi grupy Babsztyl, wydanej w grudniu 2010 roku na zlecenie Muzeum Budownictwa Ludowego w Olsztynku i płyty Kolory muzyki.
Wielokrotnie nagradzany przez tygodnik „Dyliżans”.
Pracuje z młodzieżą. Prowadzi zajęcia wokalne z dwoma dziewczęcymi zespołami w olsztyneckim Miejskim Domu Kultury.
Pracuje jako realizator w studiu nagraniowym „Majkel Studio” w Olsztynie. Realizował nagrania takich wykonawców i zespołów jak Shannon, Shantaż, Babsztyl, Cezary Makiewicz i Koltersi, Kaczki z Nowej Paczki, Hitano, The Ukrainian Folk, Joanna Gołombiewska, Bożena Kraczkowska, Krystyna Mazur, Tadeusz Machela, Mariusz Garnowski, Crazy Daisy i wielu innych.
W 2010 roku otrzymał honorowe obywatelstwo miasta Mrągowa.
W 2011 roku, w duecie ze Zbigniewem Hofmanem, wziął udział w pierwszej edycji programu The Voice of Poland.
Członek STOART-u (Związku Artystów Wykonawców) oraz członek zwyczajny ZAiKS-u (Związku Autorów i Kompozytorów Scenicznych).

## Dyskografia
- 1989 – „Mrągowo'89" PN CD 047 Polskie Nagrania – składanka.
- 1992 – „Big Black Train” FT 005) Folk Time.
- 1994 – „West’N'RolI” CC 109 Country Cousins – składanka.
- 1994 – „Amerykańska Lista Przebojów Country po polsku” cz. I i II. CC 110 – składanka.
- 1994 – „Marysia Biesiadna” Maryla Rodowicz, PR – udział w nagraniach.
- 1997 – „Wszystkie drogi prowadza do Mrągowa” Cezary Makiewicz, TMS Group 001 CC.
- 1998 – „Polskie Trucker Country” BBZ – składanka 2CD.
- 1998 – „Scena Country” vol 1 Pro Dance – składanka.
- 1999 – „To nie wszystko” Cezary Makiewicz i Koltersi, Scena Country vol 3 Pro Dance.
- 2000 – „Letni Ogród” Cezary Makiewicz, CD, CMC 001.
- 2001 – „Na dobrą drogę 2” BBZ, MC-012 – składanka.
- 2002 – „Na dobrą drogę 3” BBZ, MC-016 – składanka.
- 2003 – „Przebojem na antenę” Polskie Radio Białystok, PNA 001, CD – składanka.
- [3]2005 – „Wszystkie drogi prowadzą do Mrągowa” – CD– CMC 002.
- 2006 – „EKO” – CD– CMC 003.
- 2009 – „Dobra Piosenka” – CD – CMC 004.
- 2010 – „Stoji łoset kele drogi” Babsztyl – CD – CMC 005.
- 2012 – „Prawie w oczach” – CD – CMC 006.
- 2013 – „Śpiewnik” (oraz Tomasz Szwed) Wydawnictwo BiS, ISBN 978-83-938708-0-6.
- 2017 – „Znajdź Na To Czas” – CD – CMC 007.

Notowane utwory
| „Znów zatańczyć z nią”  | 2014 | 2 | Śpiewnik |
| utwór nie był notowany. |      |   |          |

## Nagrody
- 1997 – I nagroda w konkursie na polską piosenkę inspirowaną muzyką country za utwór „Wszystkie drogi prowadzą do Mrągowa”; I miejsce w plebiscycie Radia Oko i redakcję miesięcznika „Trucker” na najpopularniejszego wykonawcę country w Polsce; I miejsce w plebiscycie „Giganci Country '97" ogłoszonego przez redakcję „Nowy Country Osobowy” w internecie w kategorii przebój za „Wszystkie drogi prowadza do Mrągowa”.
- 1998 – wokalista roku – w pierwszej edycji wyróżnień tygodnika „Dyliżans”.
- 2004 – wokalista roku – w 7 edycji Plebiscytu Stowarzyszenia Muzyki Country Dyliżanse 2004.
- 2006 – Złoty TRUCK za piosenkę „Wszystkie drogi prowadzą do Mrągowa” – w plebiscycie miesięcznika „Polski Traker”.
- 2009 – „Dobra piosenka” płytą roku w X plebiscycie „Dyliżanse”; „Zdechł pies” piosenką roku w X plebiscycie Dyliżanse 2009.
- 2011 – Piosenka „Wszystkie drogi prowadzą do Mrągowa” w plebiscycie TV Polsat w 2011 została uznana za hit XXX – lecia Pikniku Country w Mrągowie.
- 2013 – artysta roku – wokalista roku  – w Plebiscycie Dyliżanse 2012.
- 2014 – artysta roku – płyta roku – piosenka roku – w Plebiscycie Dyliżanse 2013.

## Życie prywatne
Cezary Makiewicz jest synem Ireny i Mirosława Makiewiczów. Żonaty (Bogusława – artysta grafik). Dwoje dzieci: Alicja i Adam. Ma siostrę Barbarę Kossowski.
Zainteresowania: fotografia i ornitologia.